# Isidorus Jonkers
Isidorus Jonkers (Tilburg, 24 februari 1931 – aldaar, 3 januari 2016) was een Nederlandse likeurstoker en distillateur. Hij was tevens oprichter en directeur van het Nationaal Likeurmuseum in Hilvarenbeek.

## Familiebedrijf Is. Jonkers & Zonen
Isidorus Joannes Franciscus (roepnaam: Is) Jonkers groeide op als enige zoon van de Tilburgse distillateur F.J.M. (Frans) Jonkers (1901-1964), die sinds 1925 eigenaar-directeur was van de firma Is. Jonkers & Zonen. Aan dit bedrijf, voorheen een agentuur- en commissiehandel, was behalve een distilleerderij ook een slijterij verbonden genaamd Oude Jonker. Beiden bevonden zich in de Hoefstraat, echter niet onder één en hetzelfde dak. Onder de merknaam Oude Jonker werd ook zelfgestookte jenever verkocht. Een andere merknaam van het bedrijf, waaronder vooral likeuren werden verkocht, was IJoZo (een afkorting van de firmanaam). Isidorus Jonkers trad in 1949 in dienst van het familiebedrijf en werd in 1956 benoemd tot medevennoot. In datzelfde jaar werd de distilleerderij van de Hoefstraat verplaatst naar de Lovense Kanaaldijk. Slijterij Oude Jonker in de Hoefstraat kreeg in 1957 gezelschap van twee nieuwe filialen: één in de Johan van Zantenstraat (gerund door Isidorus’ echtgenote Korry Jonkers-van Riel) en één aan het Pieter Postplein (gerund door Isidorus’ zuster Leny Staal-Jonkers). In 1962 behaalde Isidorus Jonkers in Keulen een distillateursdiploma, nadat hij eerder al verschillende vakdiploma’s in Nederland had behaald. In 1964 vond de distilleerderij onderdak in een nieuwbouwpand aan de Jules de Beerstraat op het industrieterrein Kraaiven. Na het overlijden van zijn vader (6 november 1964) zette Isidorus Jonkers de zaak alleen voort.

## IJoconac en Jocona
In de jaren vijftig en zestig had firma Is. Jonkers & Zonen veel succes met het product IJoconac. Dit was een al voor de oorlog door Frans Jonkers ontwikkelde mengdrank van witte wijn en cognac. Het product werd onder de soortnaam wijncognac verkocht en in folders en advertenties gepresenteerd als een (betaalbare) aperitiefdrank. In 1966 kreeg firma Is. Jonkers & Zonen het aan de stok met de Franse cognacproducenten, die bezwaar aantekenden tegen de merknaam IJoconac. Deze merknaam zou consumenten in de waan brengen dat het product in kwestie cognac was. De arrondissementsrechtbank in Den Haag bepaalde op 1 november 1966 dat de naam IJoconac bij het minder nauwlettende deel van het publiek inderdaad de suggestie zou kunnen wekken van cognac en verbood daarom het gebruik van deze merknaam. Isidorus Jonkers bedacht daarop een nieuwe, veel beter in het gehoor liggende merknaam: Jocona.

## Bedrijfsleider en productontwikkelaar in dienst van Dirkzwager
Begin jaren zeventig belandde de firma Is. Jonkers & Zonen in zwaar weer. De winstgevendheid van het bedrijf stond onder druk door de komst van talrijke witte slijterijen, die met laaggradige jenevers en andere spotgoedkope soorten gedistilleerd een ware prijzenslag ontketenden. In 1975 verkocht Isidorus Jonkers het familiebedrijf aan branchegenoot Distilleerderij M. Dirkzwager B.V. in Schiedam. Alleen de Oude Jonker slijterij aan de Johan van Zantenstraat was uitgezonderd van deze transactie en bleef eigendom van Jonkers. Het bedrijf aan de Jules de Beerstraat werd door Dirkzwager nog tien jaar voortgezet als importbedrijf en verkoopdepot onder de naam Jonkers-Mols B.V. In 1985 sloot Dirkzwager het bedrijf in Tilburg en kreeg bedrijfsleider Isidorus Jonkers een baan aangeboden als productontwikkelaar in Schiedam. Tot aan zijn vervroegde pensionering in februari 199 reisde Jonkers vier dagen per week op en neer van Tilburg naar Schiedam.

## Schrobbelèr en Jonkers Distillers

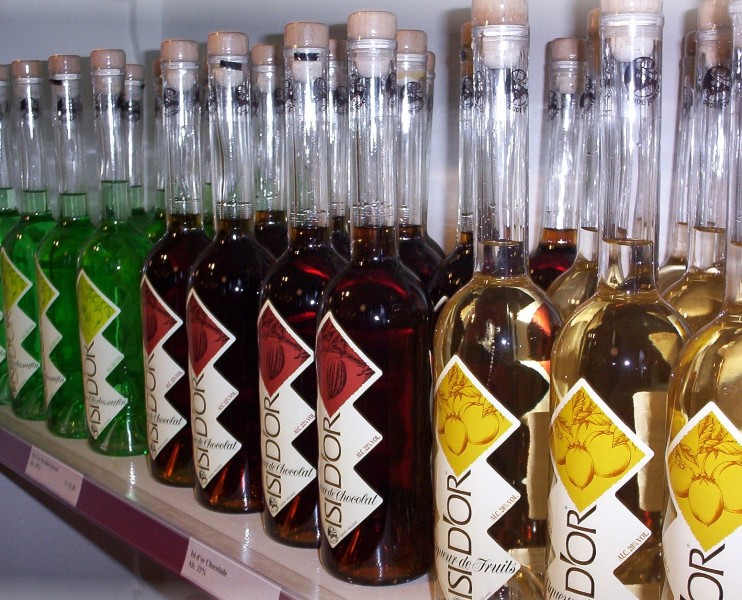
Assortiment Isi d'Or-likeuren

Op verzoek van de Tilburgse transportondernemer Jan Wassing (1930-1981) maakte Isidorus Jonkers in 1978 een ingrediëntenanalyse van het kruidenbitter Schrobbelèr. Wassing had dit kruidenbitter in 1973 in zijn huisbar gecreëerd uit een mix van verschillende alcoholhoudende dranken. Wassing had de gewoonte in carnavalstijd ook zijn vrienden van het mixdrankje te laten meegenieten. In 1980 kwamen Wassing en Jonkers overeen Schrobbelèr op wat grotere schaal te gaan produceren op basis van de door Jonkers uitgeschreven receptuur. Productie en botteling vonden aanvankelijk plaats in een garagebox achter slijterij Oude Jonker in de Johan van Zantenstraat. Merkeigenaar Jan Wassing nam de verkoop en marketing voor zijn rekening. Ook buiten carnavalstijd bleek het product Schrobbelèr bij veel Tilburgers in de smaak te vallen. Na het overlijden van Wassing zette zijn zoon Pieter-Jan de verkoop onverdroten voort. Geleidelijk aan werd ook buiten Tilburg afzet gevonden en groeide Schrobbelèr uit tot een landelijk verkrijgbaar merkartikel. In 1996 werden de productie- en bottelactiviteiten door Jonkers afgesplitst van slijterij Oude Jonker en ondergebracht in een apart bedrijf genaamd Jonkers Distillers B.V. Behalve Schrobbelèr vervaardigde het bedrijf ook enkele andere gedistilleerde dranken en likeuren, waaronder het kruidenbitter Peerke's Nat (1982), een bierlikeur voor Trappistenbrouwerij Koningshoeven in Berkel-Enschot (1997) en een reeks vruchten- en kruidenlikeuren onder de merknaam Isi d’Or (1994). In 2000 trok Isidorus Jonkers zich terug uit Jonkers Distillers B.V. ten gunste van zijn dochter Yvon en schoonzoon Hans Robben. Na een conflict met de gemeente Tilburg werden de activiteiten van Jonkers Distillers medio 2004 verplaatst naar een gloednieuwe distilleerderij aan de Polluxstraat op het Tilburgse industrieterrein Vossenberg.

## Nationaal Likeur (en Frisdranken) Museum Isidorus Jonkers

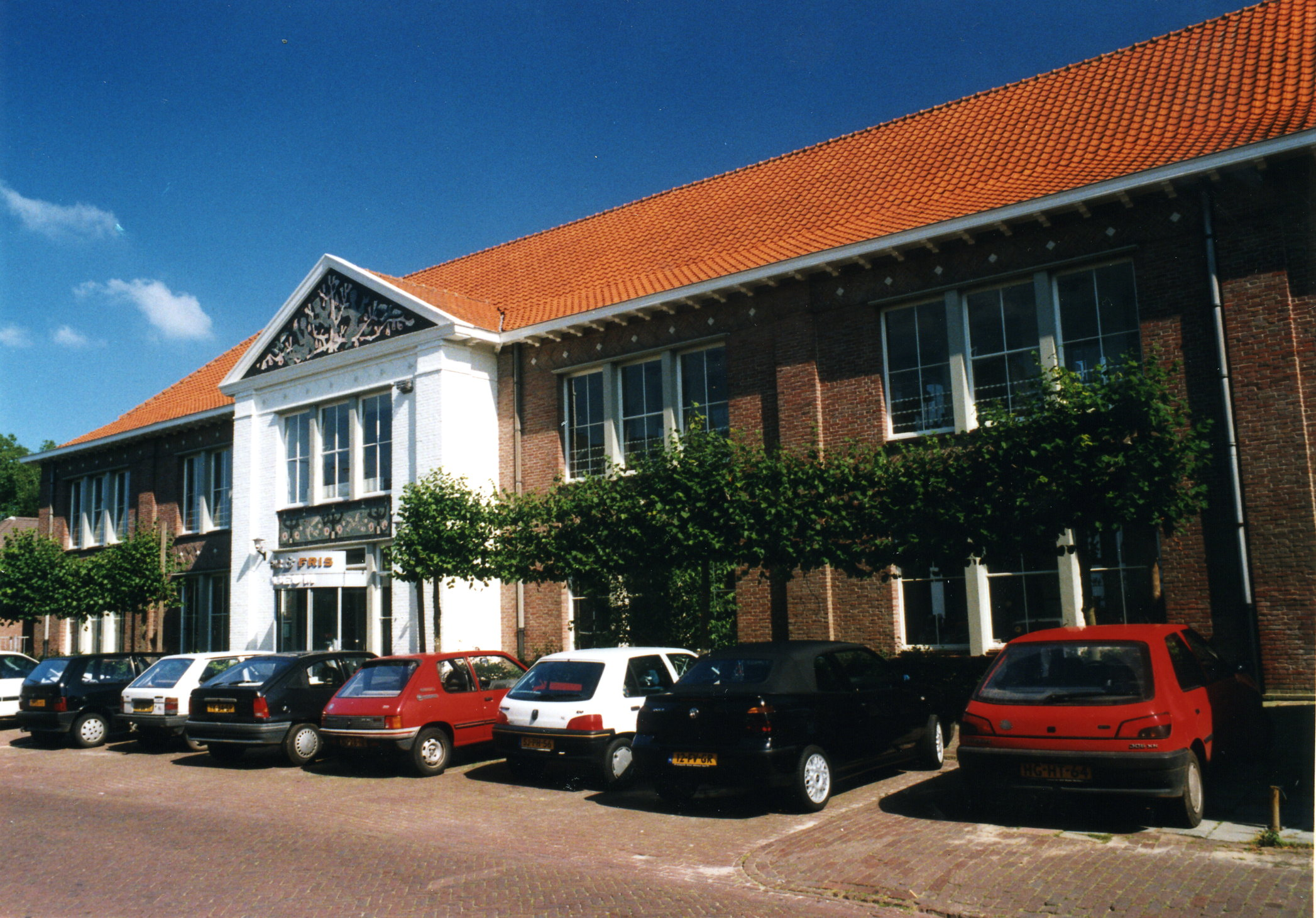
Voorgevel Likeur & Fris Museum (2001)

In 1984 richtte Isidorus Jonkers een museum op dat gewijd was aan het ambacht van likeurstoker en distillateur. Het museum was gevestigd in de voormalige Hilvaria studio's in Hilvarenbeek. In 2000 verhuisde het museum de Hilvarenbeekse Varkensmarkt. Tegelijkertijd werd het profiel van het museum verbreed met een afdeling gewijd aan frisdranken alsmede een afdeling voor historisch verpakkingsglas. Na de heropening trok Isidorus Jonkers zich in 2001 terug uit de leiding van het museum. Als huisbaas en vrijwilliger bleef hij wel nauw betrokken. Door teruglopende bezoekersaantallen ten gevolge van de economische crisis sloot het museum in oktober 2015 zijn deuren voor het publiek.

## Overlijden
Isidorus Jonkers overleed op 84-jarige leeftijd aan darmkanker. Enkele uren voor zijn dood had hij nog het nieuwjaarsconcert bezocht van het harmonieorkest L'Echo des Montagnes, waarin hij meer dan zestig jaar actief was; aanvankelijk als saxofonist en later als basklarinettist. Het pand in Hilvarenbeek, waarin het Likeur & Fris Museum was gevestigd, werd verkocht aan een projectontwikkelaar en werd in 2017 verbouwd tot een woningen- en appartementencomplex.